# Dorian Dessoleil
Dorian Dessoleil (Charleroi, 7 augustus 1992) is een Belgisch voetballer die als centrale verdediger speelt. Hij speelde sinds 2015 bijna 200 wedstrijden voor Charleroi en was hier ook aanvoerder. In 2021 maakte hij de overstap naar Royal Antwerp FC.

## Clubcarrière
Dessoleil komt uit de jeugdacademie van Charleroi. Hij debuteerde op 20 oktober 2012 in het degradatieduel tegen Lierse SK. Hij begon in de basiself maar werd na 35 minuten uitgesloten met een rode kaart. Ondanks dat Charleroi bijna twee derde van de wedstrijd met een man minder moest spelen won het de wedstrijd met het kleinste verschil (0-1). Op 25 juni 2013 tekende hij een tweejarig contract bij Sint-Truiden waar hij tijdens de zomermercato van 2014 gratis mocht vertrekken. Dessoleil trok daarop naar Excelsior Virton, eveneens uitkomend in de Belgische tweede divisie. Een jaar later keerde hij echter terug naar Charleroi. Op 17 augustus 2021 tekende Dessoleil een contract voor drie seizoenen bij Royal Antwerp FC, dat 2,5 miljoen euro voor hem betaalde.
2 Corbanie ·
3 B. Engels ·
4 Riedewald ·
5 Deman ·
6 Odoi ·
7 Kerk ·
8 Praet ·
9 Chery ·
10 Balikwisha ·
14 Valencia ·
18 Janssen ·
20 Doumbia ·
22 Adekami ·
23 Alderweireld  ·
25 Bataille ·
26 Bozhinov ·
30 Scott ·
33 Van den Bosch ·
46 Smits ·
54 Renders ·
75 Verstraeten ·
81 Devalckeneer ·
91 Lammens ·
Coach: Andries Ulderink